# Indiculus superstitionum et paganiarum

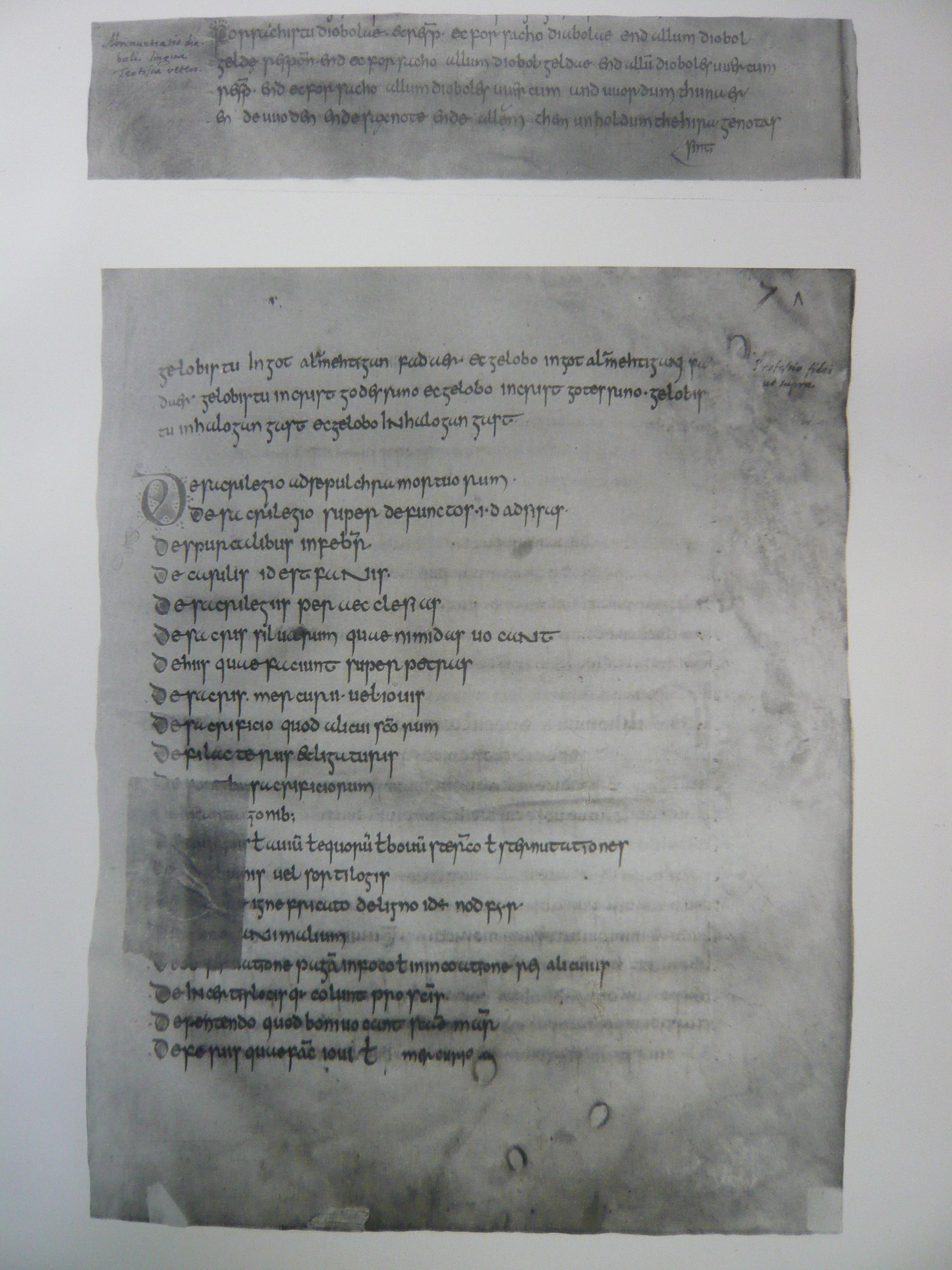
Opsomming van de eerste 20 gebruiken met daarboven de Oudsaksische doopgelofte

De Indiculus superstitionum et paganiarum (Latijn voor 'lijstje van bijgelovige en heidense gebruiken') betreft een lijst van 30 af te keuren gebruiken van de heidense Friezen en Saksen, die door de reeds gekerstende Franken in de 8e eeuw onderworpen waren.
De lijst is opgemaakt in kerkelijke kring, waarschijnlijk rond het eind van de 8e eeuw, in het Latijn en bevat enkele van de oudst bekende Nederlandse woorden, waaronder het woord nodfyr (noodvuur). In het manuscript staat de lijst direct na de Oudsaksische doopgelofte (ook wel Utrechtse doopgelofte geheten).

## Inhoud
In de lijst worden af te keuren vereringen genoemd op heilige plaatsen in de natuur als bronnen, bomen en stenen. Verder wordt het gebruik afgekeurd van toverspreuken, amuletten, wichelarij, bepaalde rituelen bij hun doden, feesten ter ere van hun heidense goden en de aanbidding van de maan.
1. De sacrilegio ad sepulchra mortuorum. – "Over heiligschennis bij de graven van doden"
2. De sacrilegio super defunctos id est dadsisas. – "Over heiligschennis boven de doden, het doodsmaal"
3. De spurcalibus in Februario.  – "Over banketten in februari"
4. De casulis id est fanis. – "Over kleine gebouwen, dat wil zeggen schrijnen"
5. De sacrilegiis per aecclesias. – "Over heiligschennis aan kerken"
6. De sacris siluarum quae nimidas vocant. – "Over boomheiligdommen, die ze nimida's noemen"
7. De hiis quae faciunt super petras. – "Over de dingen die ze doen boven bepaalde stenen"
8. De sacris Mercurii, vel Iovis. – "Over offers aan Mercurius (Wodan) of Jupiter (Donar)"
9. De sacrificio quod fit alicui sanctorum. – "Over de offerdienst voor een of andere heilige"
10. De filacteriis et ligaturis. – "Over amuletten en bindsels"
11. De fontibus sacrificiorum. – "Over offeren aan bronnen"
12. De incantationibus. – "Over bezweringen" (Galdr)
13. De auguriis vel avium vel equorum vel bovum stercora vel sternutationes. – "Over de voorspellingen uit mest van vogels, paarden of runderen en niezen" (Spá)
14. De divinis vel sortilogis. – "Over toekomstvoorspellingen en het werpen van het lot“
15. De igne fricato de ligno id est nodfyr. – "Over een vuur gemaakt van geraspt hout, wat heet nodfyr"
16. De cerebro animalium. - "Over het dierlijke brein"
17. De observatione pagana in foco, vel in inchoatione rei alicuius. - "Over heidense waarneming in de pan, of in het begin van elk ding"
18. De incertis locis que colunt pro sacris. "Over plaatsen op ongewisse plek, die zij als heiligdom vereren" (nemetons)
19. De petendo quod boni vocant sanctae Mariae. "Over de aanroep van de goedgezinde, die als Heilige Maria wordt gezien"
20. De feriis quae faciunt Jovi vel Mercurio. "Over feesten die zij voor Jupiter of Mercurius houden"
21. De lunae defectione, quod dicunt Vinceluna. - "Over de maansverduistering die ze Vinceluna noemen"
22. De tempestatibus et cornibus et cocleis. - "Over stormen, de hoorns van stieren, en slakken"
23. De sulcis circa villas. - "Over groeven rond boerderijen"
24. De pagano cursu quem yrias nominant, scissis pannis vel calciamentis. - "Over de heidense renloop die ze Yria noemen, met kleding en schoenen"
25. De eo, quod sibi sanctos fingunt quoslibet mortuos. - "Over wat ze zelf omschrijven als een heilige dood"
26. De simulacro de consparsa farina. - "Over het beeld van verspreide granen" (graanpoppen)
27. De simulacris de pannis factis. - "Over beelden gemaakt van doeken"
28. De simulacro quod per campos portant. - "Over het beeld dat ze over de velden dragen"
29. De ligneis pedibus vel manibus pagano ritu. - "Over houten voeten en handen naar de heidense rite"
30. De eo, quod credunt, quia femine lunam comendet, quod possint corda hominum tollere juxta paganos. - "Over dat, waarom de vrouwen de maan vertrouwen, wat de harten van mensen kan verheffen bij de heidenen" (Seiðr)